# Glossina pallidipes
Glossina pallidipes är en tvåvingeart som beskrevs av Austen 1903. Glossina pallidipes ingår i släktet tsetseflugor, och familjen Glossinidae. Inga underarter finns listade i Catalogue of Life.